# Louis Marcien Marion
Pour les articles homonymes, voir Marion.
Louis Marcien Marion  (12 août 1906-6 avril 1979,) est un homme politique provincial canadien de la Saskatchewan. Il représente la circonscription d'Athabasca à titre de député du Parti libéral de la Saskatchewan de 1944 à 1948 et Indépendant de cette date jusqu'en 1952.

## Biographie
Né à Saint Isidore de Bellevue en Saskatchewan, Marion est le fils de Jules Marion, député d'Île-à-la-Crosse de 1926 à 1934 et d'Athabasca de 1938 jusqu'à son décès en fonction en 1941.
Marion étudie à Battleford et à Edmonton en Alberta. Ensuite, il devient télégraphiste à Île-à-la-Crosse en plus d'opérer un commerce.